# Chaeteessa valida
Chaeteessa valida är en bönsyrseart som beskrevs av Perty 1833. Chaeteessa valida ingår i släktet Chaeteessa och familjen Chaeteessidae. Inga underarter finns listade i Catalogue of Life.